# Sigurd Savonius
 (janvier 2013).
Si vous disposez d'ouvrages ou d'articles de référence ou si vous connaissez des sites web de qualité traitant du thème abordé ici, merci de compléter l'article en donnant les références utiles à sa vérifiabilité et en les liant à la section « Notes et références ».
Compléments
Sigurd Savonius (2 novembre 1884 - 31 mai 1931) est un architecte et un inventeur finlandais. Il est notamment l'inventeur du rotor de Savonius qui permet de créer les éoliennes verticales Savonius.

## Vie et œuvre

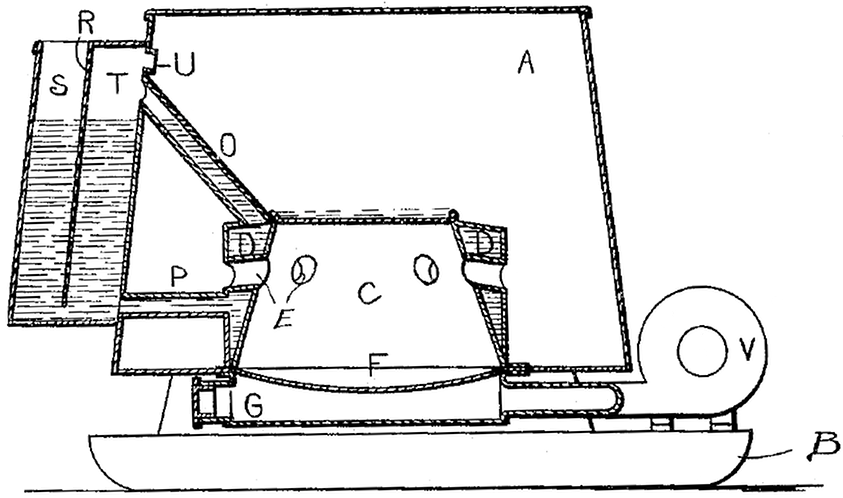
Plan de l'appareil à fondre la neige par Savonius

Sigurd était un des trois fils du couple formé par Anna Elisabeth Rydman (1859-1921) et Albin Laurentius Johannes Savonius (1856-1906).
Adolescent, il aimait faire des expériences avec des explosifs. Lors d'une tentative de mélange du phosphore rouge avec une fourchette et un couteau, il perdit deux doigts et la vision de l'œil droit.
Après l'obtention de son baccalauréat à Helsinki en 1901, il ne suivit pas son idée de départ, devenir ingénieur, et s'orienta vers des études d'architecture à l'Université technologique d'Helsinki dont il sortit diplômé en 1906. Néanmoins il se définissait lui-même comme un ingénieur et des projets techniques occupent la plupart de son temps. Il perdit son père durant la même année 1906.
Il rencontra sa future femme, l'Anglaise Mary Appleyard par le biais de ses frères qui suivaient des cours d'anglais dans sa classe. Ils ont eu ensemble sept enfants. La famille s'installa à Inkoo dans une maison dont les plans furent dessinés par Savonius.
Le 8 octobre 1920 Sigurd fonda Savonius & Company avec sa femme comme associée.
Sept ans après avoir été diplômé, Savonius avait déposé son premier brevet pour un appareil à faire fondre la neige et permettant d'obtenir de l'eau potable. En 1921, il présenta une version optimisée.
Au début des années 1920, Savonius se concentra en particulier sur le contrôle des courants atmosphériques et l'utilisation de l'énergie éolienne. En 1923, le bateau à rotor construit par l'ingénieur allemand} Anton Flettner retint son attention. Le navire était équipé d'un système de propulsion par moteur composé de gros cylindres verticaux en rotation capables de produire une poussée longitudinale lorsque le vent est sur le côté et utilisaient ainsi l'effet Magnus. Savonius se demanda si le bateau pourrait fonctionner de la même façon mais avec la seule énergie éolienne et donc sans moteur.
Savonius et Flettner se rencontrèrent dans les locaux de la société de Savonius pour mener des expériences ensemble.
En 1924, il développa finalement un rotor dans lequel un cylindre était ouvert pour les courants d'air. Les deux pales disposées de part et d'autre pouvaient par leur propre rotation générer de l'énergie. Il n'est cependant pas prouvé s'il a réussi, comme envisagé initialement, à faire se déplacer un navire principalement grâce à l'effet Magnus.

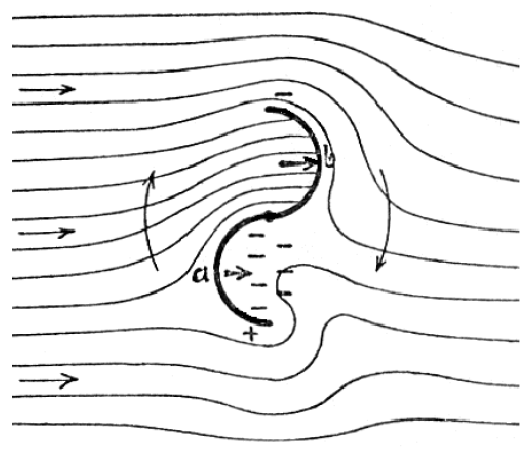
Dessin original de Savonius sur les flux d'air
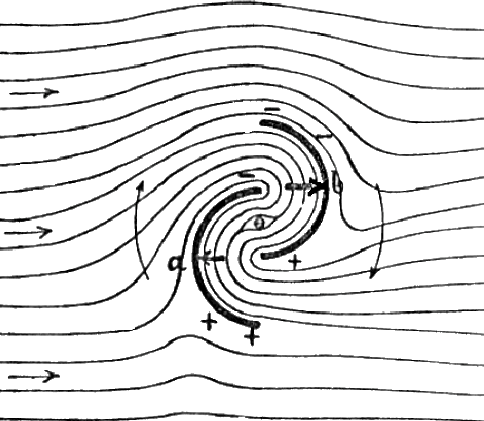
Dessin original de Savonius sur les flux d'air
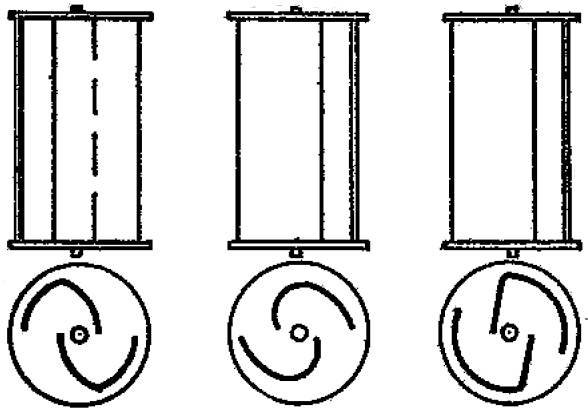
Dessin original de Savonius sur les flux d'air de profils servant à ses expériences
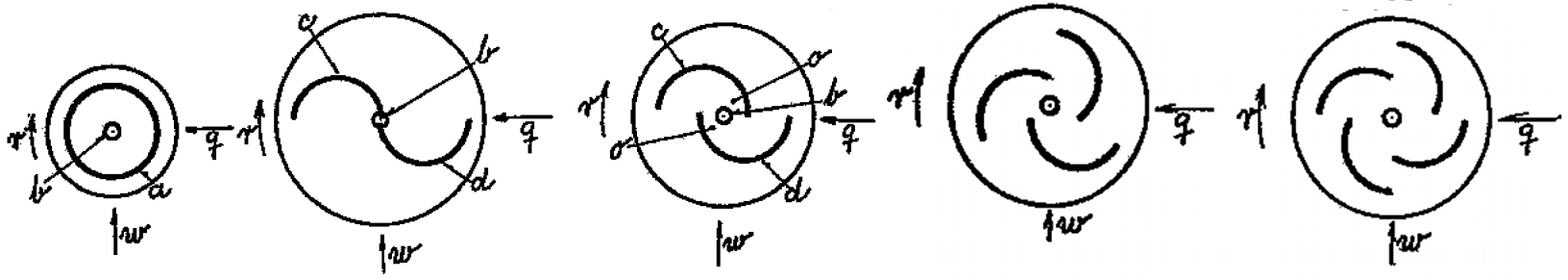
Dessin original de Savonius montrant des variantes de rotor pour ses expériences